# 大博爾季諾區

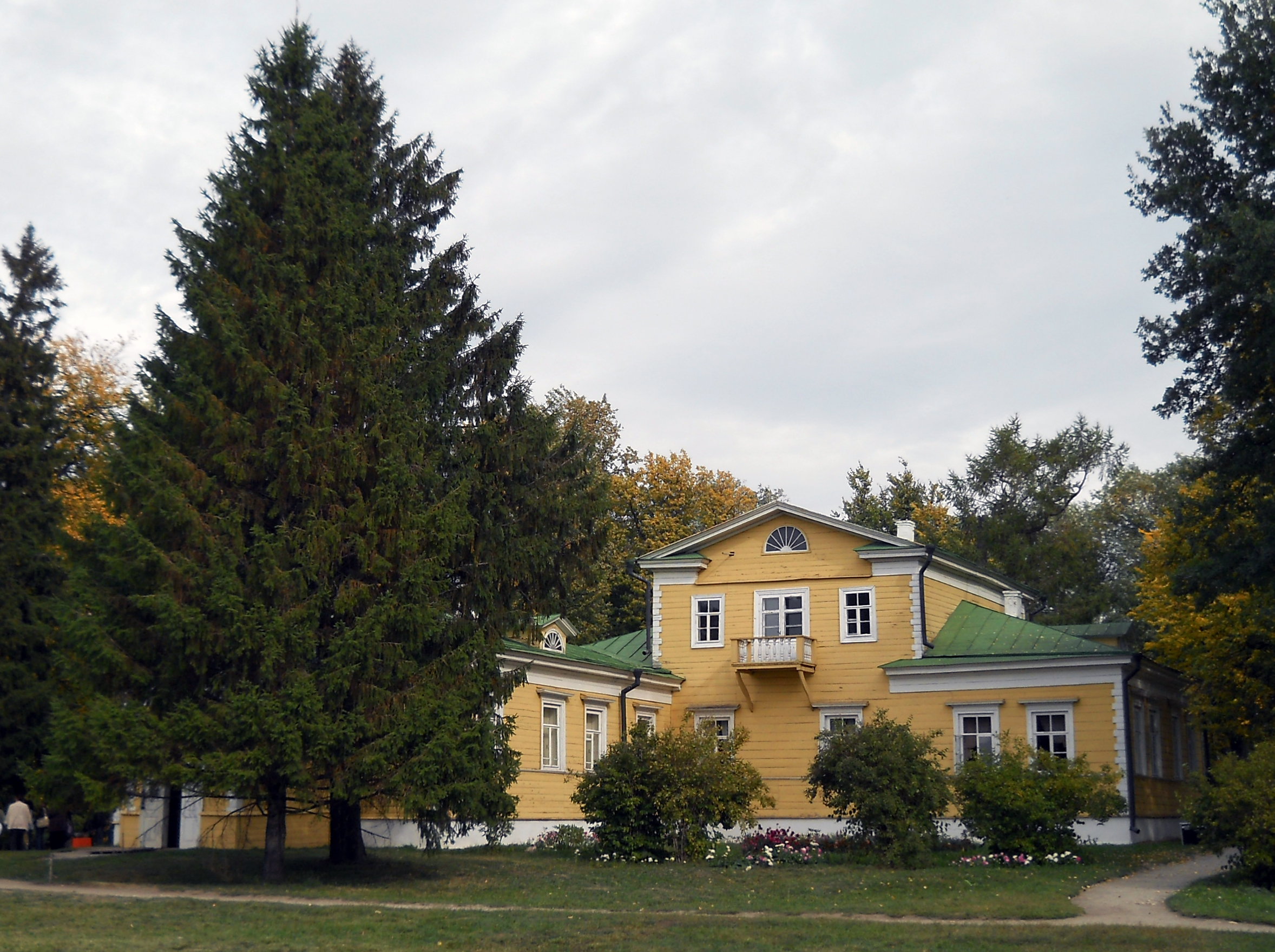

54°59′53″N 45°10′33″E / 54.99806°N 45.17583°E
大博爾季諾區（俄语：Большеболдинский район），是俄羅斯的一個區，位於該國西部，由下諾夫哥羅德州負責管轄，面積866.5平方公里，2010年人口12,035，人口密度每平方公里13.89人。